# Al-Kazimiyya
al-Kāẓimiyya (in arabo ﺍﻟﻜﺎظمية‎?) era una città, inglobata poi da Baghdad (Iraq), diventando in tal modo un quartiere sito nella parte periferica settentrionale della capitale, a circa cinque chilometri dal centro.
Al-Kāẓimiyya è uno dei nove distretti di Baghdad.
Al-Kāẓimiyya è considerata una città santa dai musulmani sciiti a causa del santuario in essa presente, chiamato al-Kāẓimayn (in arabo ﺍﻟﻜﺎظمين‎?, al-Kāẓimayn), lett. "i due Kāẓim" a causa dei due Imam che vi sono sepolti: Mūsā al-Kāẓim e suo nipote e successore Muḥammad al-Taqī.
 
Un santuario fu dapprima edificato sul luogo della loro inumazione ed esso divenne il nucleo della successiva Moschea al-Kāẓimayn.
L'area che oggi costituisce al-Kāẓimiyya era in origine il sito di un orto riservato alla tribù araba dei Quraysh di Mecca. Questo terreno fu acquisito per tale scopo dal califfo abbaside, Hārūn al-Rashīd.

## Storia

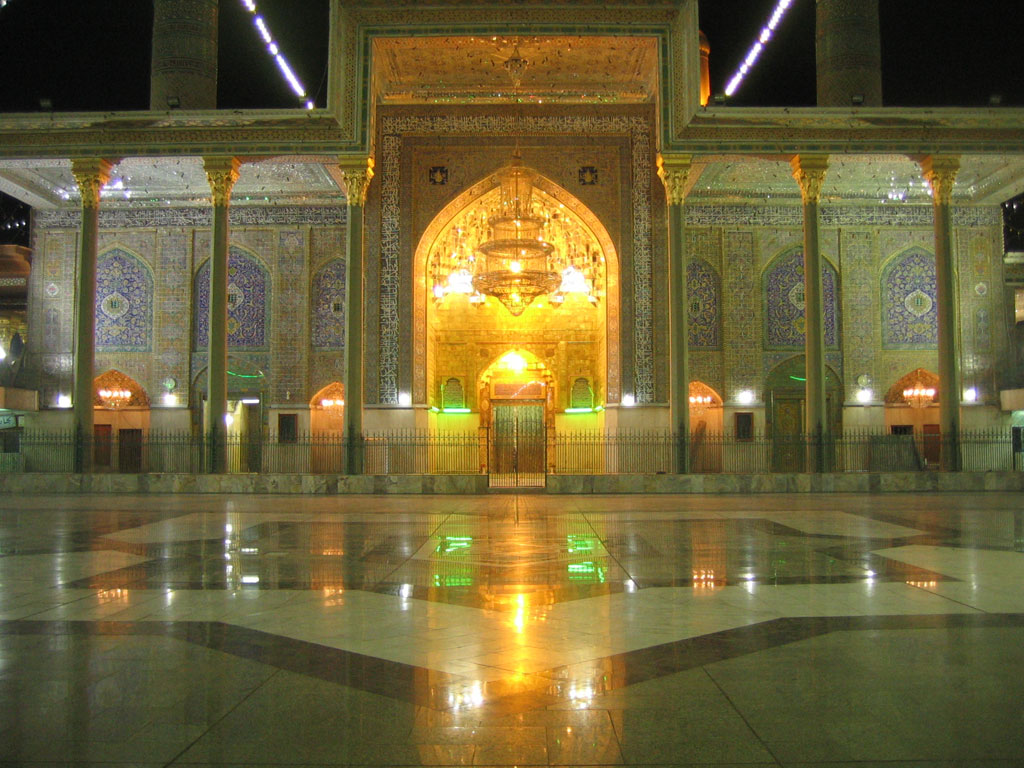
La Moschea al-Kāẓimayn.

Agli esordi della sua storia, la città fu un importante centro d'insegnamento sciita, forse in assoluto il centro principale, ma con l'andar del tempo la città decadde e altre città divennero più importanti. La sua posizione agevolò i numerosi saccheggi che in effetti la coinvolsero e che portarono al danneggiamento dei monumenti sepolcrali nei diversi momenti della storia.  Fra questi il danno maggiore sofferto dalla città derivò dal saccheggio di Baghdad da parte dei Mongoli nel 1258, allorché le tombe dei due Imam sciiti furono incendiate.  L'area fu anche un importante centro di resistenza contro il Mandato britannico dell'Iraq dopo la prima guerra mondiale.

### Guerra in Iraq
Kāẓimiyya è la sede della base militare, Camp Justice, dove l'ex presidente dell'Iraq, Saddam Hussein, fu giustiziato alle 03:00 circa del 30 dicembre 2006. Due settimane dopo, il 15 gennaio 2007, anche Barzan Ibrahim al-Tikriti, ex capo del Servizio di Intelligence iracheno, e Awad Hamed al-Bandar, ex capo della Corte Rivoluzionaria Irachena, furono giustiziati per impiccagione nella stessa sede. L'ex deputato e vicepresidente di Saddam, Taha Yassin Ramadan (che fu inizialmente condannato all'ergastolo il 5 novembre 2006, ma la cui pena fu commutata in condanna a morte una settimana dopo), fu parimenti impiccato qui il 20 marzo 2007, 2 mesi e 5 giorni dopo le esecuzioni di Barzan e di al-Bandar.
Durante l'Operazione Imposing Law (detto anche Piano di sicurezza di Baghdad) del 2007, si diffusero voci circa la costruzione, da parte delle forze di statunitensi operative in Iraq, di un muraglione attorno alla Moschea di al-Kāẓimayn. Secondo il sito Iraqslogger.com, le proteste che ne derivarono erano legate a un accordo tra funzionari delle forze di sicurezza irachene e l'Esercito del Mahdi che voleva che le forze militari statunitensi non si avvicinassero a meno di un chilometro dal santuario.